# Scott Vogel
Scott Vogel (Búfalo, Nueva York, Estados Unidos, 5 de abril de 1973) es el vocalista y fundador de la banda estadounidense Terror, y anteriormente de Buried Alive, así como el vocalista de la banda de hardcore punk World Be Free.

## Carrera musical

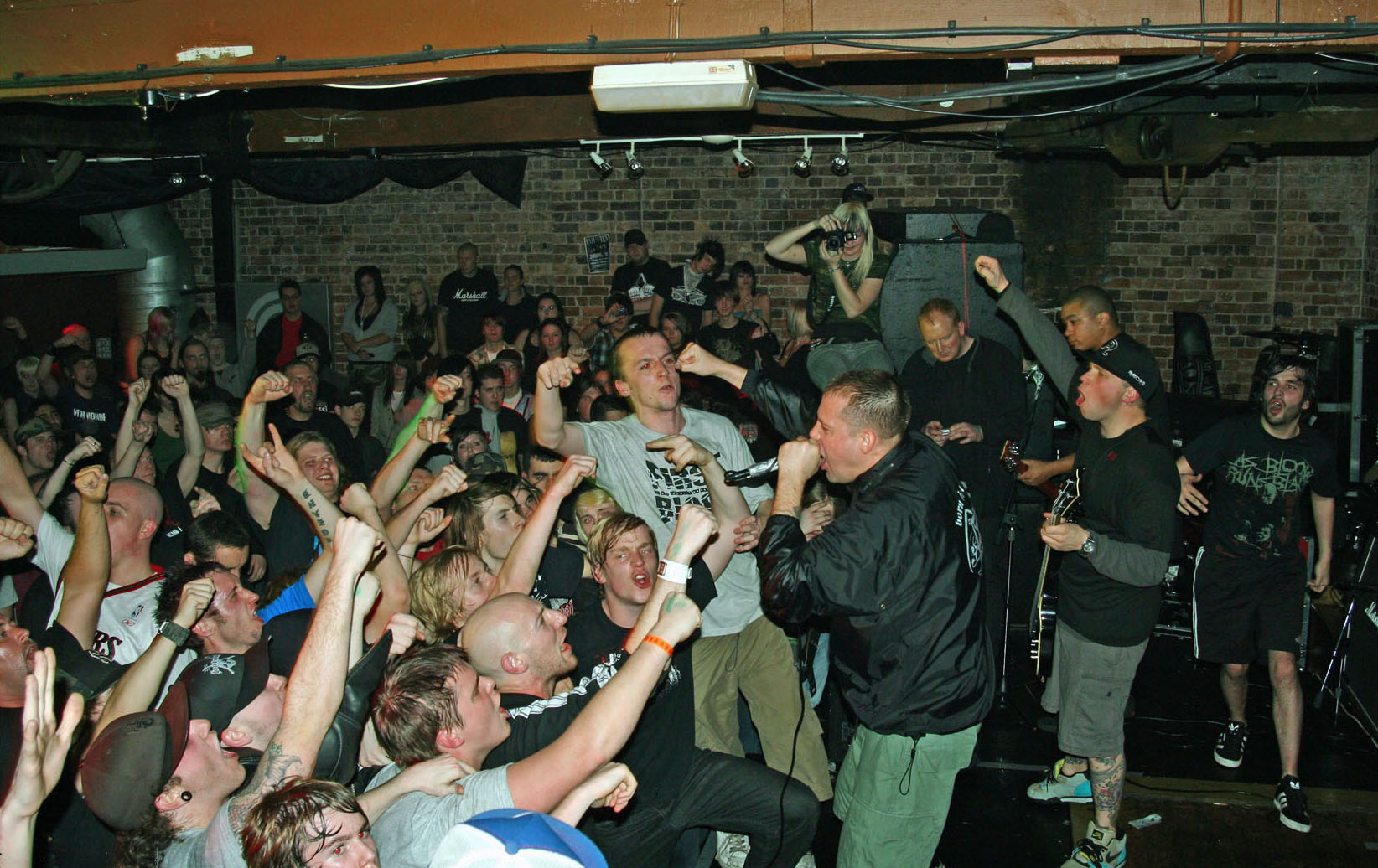
Terror en Wolverhampton, Reino Unido

### Terror
Terror se formó en 2002 y actualmente están con Pure Noise Records. Han lanzado un total de siete álbumes de estudio, junto con una serie de álbumes en vivo, EP y otras grabaciones. El sexto disco de la banda, The 25th Hour, fue lanzado el 7 de agosto de 2015.

### World Be Free
World Be Free es el proyecto más nuevo de Vogel, que comenzó en 2014 y tiene a Vogel en la voz, junto con los guitarristas Joe Garlipp (Despair) y Andrew Kline (Strife), el baterista Sammy Siegler (Judge, CIV y Rival Schools) y el bajista Alex Barreto (Chain of Strength y Excel). El álbum debut de la banda titulado The Anti-Circle fue lanzado el 6 de febrero de 2016. Actualmente están con Revelation Records.

## Discografía

### Con Buried Alive
- 1999: The Death of Your Perfect World

### Con Terror
- 2004: One with the Underdogs
- 2006: Always the Hard Way
- 2008: The Damned, the Shamed
- 2010: Keepers of the Faith
- 2013: Live by the Code
- 2015: The 25th Hour
- 2018: Total Retaliation

### Con World Be Free
- 2016: The Anti-Circle

#### Apariciones como invitado
| Año  | Canción            | Álbum             | Artista            |
| ---- | ------------------ | ----------------- | ------------------ |
| 2014 | «True School»      | Hardcore Lives    | Madball            |
| 2014 | «Unclean Spirit»   | I Am King         | Code Orange        |
| 2014 | «Resurrection»     | Resurrection      | New Found Glory    |
| 2015 | «I Choose Nothing» | Disobedient       | Stick to Your Guns |
| 2017 | «Antidote»         | Binge & Purgatory | Deez Nuts          |